# Megachile adusta
Megachile adusta är en biart som först beskrevs av King 1994.  Megachile adusta ingår i släktet tapetserarbin, och familjen buksamlarbin. Inga underarter finns listade i Catalogue of Life.